# فهرست گیاهان
فهرست گیاهان یا لیست گیاهان وبگاهی شامل فهرستی از نام گیاه‌شناسی گونه‌های گیاهی است که توسط باغ‌های گیاه‌شناسی پادشاهی، کیو و باغ‌های گیاه‌شناسی میزوری ایجاد شده و در سال ۲۰۱۰ راه‌اندازی شد. هدف این است که فهرست با آوردن نام تمام گونه‌های شناخته شده تکمیل شود.
پروژه مکملی هم به نام فهرست نام‌های بین‌المللی گیاهان وجود دارد که در آن هم باغهای کیو دخیل هستند. هدف این پروژهٔ مکمل هم ارائهٔ جزئیات انتشارات مربوط به گیاهان است و هدفش مشخص کردن نامهای پذیرفته شده گونه‌های گیاهی نیست. نامهایی که اخیراً منتشر شده‌اند به‌طور اتوماتیک از این پروژه به «فهرست جهانی تیره‌های انتخاب‌شده گیاهان» - پایگاه داده‌ای که در زمینهٔ فهرست گیاهان است- افزوده می‌شود.

## یافته‌ها
فهرست گیاهان دارای نام علمی ۱۰۶۴٬۰۳۵ گونه گیاهی است.۳۵۰٬۶۹۹ نام گونه‌های پذیرفته شده که به ۶۴۲ تیره گیاهی و ۱۷٬۰۲۰ سرده گیاهی تعلق دارند. فهرست گیاهان تقریباً ۳۵۰٬۶۹۹ گونهٔ منحصربه‌فرد و ۴۷۰٬۶۲۴ مترادف برای این گونه‌ها را می‌پذیرد این مسئله نشان می‌دهد که برای بسیاری از گونه‌ها بیش از یک نام در نظر گرفته شده‌است. از سال ۲۰۱۴ این وبگاه ۲۴۳۰۰۰ نام دیگر را به عنوان نامه‌ای «دارای مشکل» مشخص کرده‌است، به این معنی که تاکنون گیاه‌شناسان قادر نبودند تعیین کنند، آیا آن‌ها یک گونه جداگانه یا یک نسخه از ۳۵۰٬۶۹۹ گونه منحصر به فرد هستند.
.

## توجه عمومی
زمانی که این وبگاه در سال ۲۰۱۰ (سال بین‌المللی تنوع زیستی) شروع به کار کرد، به خاطر کارکرد جامع خود توجه رسانه‌ها را جلب کرد. فاکس نیوز تعداد مترادف‌هایی که در این وبگاه وجود دارد را مورد توجه قرار داده و نوشت:این «فقدان شگفت‌انگیز» تنوع زیستی بر روی زمین را منعکس می‌کند.
چارلز داروین طبیعی‌دان انگلیسی، در دهه ۱۸۸۰ شروع به تولید فهرست گیاهان باغ سلطنتی، کیو به نام(Index Kewensis یا IK) کرد. فهرست گیاهان موجب شد به این فهرست و کار بر روی آن هم توجه شود. کیو از سالی که IK برای اولین بار با ۴۰۰٬۰۰۰ نام گونه‌ها منتشر شده‌است، هر ساله به‌طور متوسط ۶۰۰۰ گونه به آن اضافه کرده‌است.